# Distrito de Trincomalee
Trincomalee (en tamil: மேல் மாகாணம்) es un distrito de Sri Lanka en la provincia Oriental. Código ISO: LK.TC.
Comprende una superficie de 2727 km².
El centro administrativo es la ciudad de Trincomalee.

## Demografía
Según estimación 2010 contaba con una población total de 374 000 habitantes, de los cuales 188 000 eran mujeres y 186 000 varones.